# Tempesta tropical Bonnie (2010)
La tempesta tropical Bonnie va ser un cicló que es va formar durant la temporada d'huracans de l'Atlàntic de 2010 i que va causar més d'un milió de dòlars en danys, a part d'un mort i diversos ferits. Va ser la tercera gran tempesta d'aquell any però la segona amb nom propi.
El nom de Bonnie va ser usat prèviament en els huracans de la regió en 1980, 1986, 1992, 1998 i 2004 segons les convencions de la llista de noms dels ciclons tropicals. Idèntic nom va rebre un cicló del Pacífic en 1978 i dos ciclons de la regió australiana en 1968 i 2002.

## Història meteorològica
El 10 de juliol de 2010 es va formar una ona tropical a la costa africana, que va començar a moure's Atlàntic endins. La pressió atmosfèrica va començar a baixar, fet que va enfortir l'onada, fins que el 22 de juliol es va recategoritzar com a tempesta tropocal per part del Centre Nacional d'Huracans quan s'apropava a les Bahames.
Allà, Bonnie va tocar terra a Ragged Island amb ràfegues de vent de fins a 75 km/h. Sense gaires canvis, la tempesta va apropar-se a Florida, on va anar perdent força fins que el 23 de juliol va deixar de ser considerada un huracà. Semblava que podia revifar-se al Golf de Mèxic, però els vents superiors van desfer el seu nucli. Les fortes pluges van continuar durant el dia 24 i es van acabar el dia 25 a la zona de Louisiana.

## Conseqüències
A Puerto Rico i República Dominicana les pluges que van precedir l'arribada de Bonnie van provocar inundacions de consideració i van obligar a evacuar a gairebé 500 persones. Diversos nuclis de població van quedar aïllats en trencar-se els ponts i malmetre's les carreteres d'accés. Una persona va morir ofegada en un riu desbordat.
Als Estats Units es van inundar diverses cases i una persona va quedar greument ferida per impacte d'un llamp. Gràcies als avisos previs, no es van haver de lamentar molts danys personals, però sí a immobles i infraestructures, que van quedar danyats per l'aigua i el fort vent, entre ells diverses autopistes. Milers de persones van quedar-se temporalment sense subministrament elèctric
Tres creuers van ser desviats de la seva ruta per precaució, així com vaixells particulars i comercials. Es temien els efectes sobre un vessament de cru que s'havia esdevingut al mar aquell any, per la qual cosa es van evacuar de manera preventiva les zones on podia haver-hi afectació de toxicitat.